# Comuna Ivanhorod, Oleksandrivka
Ivanhorod (în ucraineană Івангород) este o comună în raionul Oleksandrivka, regiunea Kirovohrad, Ucraina, formată din satele Ivanhorod (reședința) și Strîmivka.

## Demografie
Componența lingvistică a comunei Ivanhorod
     Ucraineană (97,11%)
     Rusă (2,23%)
     Alte limbi (0,67%)
Conform recensământului din 2001, majoritatea populației comunei Ivanhorod era vorbitoare de ucraineană (97,11%), existând în minoritate și vorbitori de rusă (2,23%).